# Hemigraphis alternata
Hemigraphis alternata är en akantusväxtart som först beskrevs av Burm. f, och fick sitt nu gällande namn av T. Anders.. Hemigraphis alternata ingår i släktet Hemigraphis och familjen akantusväxter. Inga underarter finns listade i Catalogue of Life.

## Bildgalleri

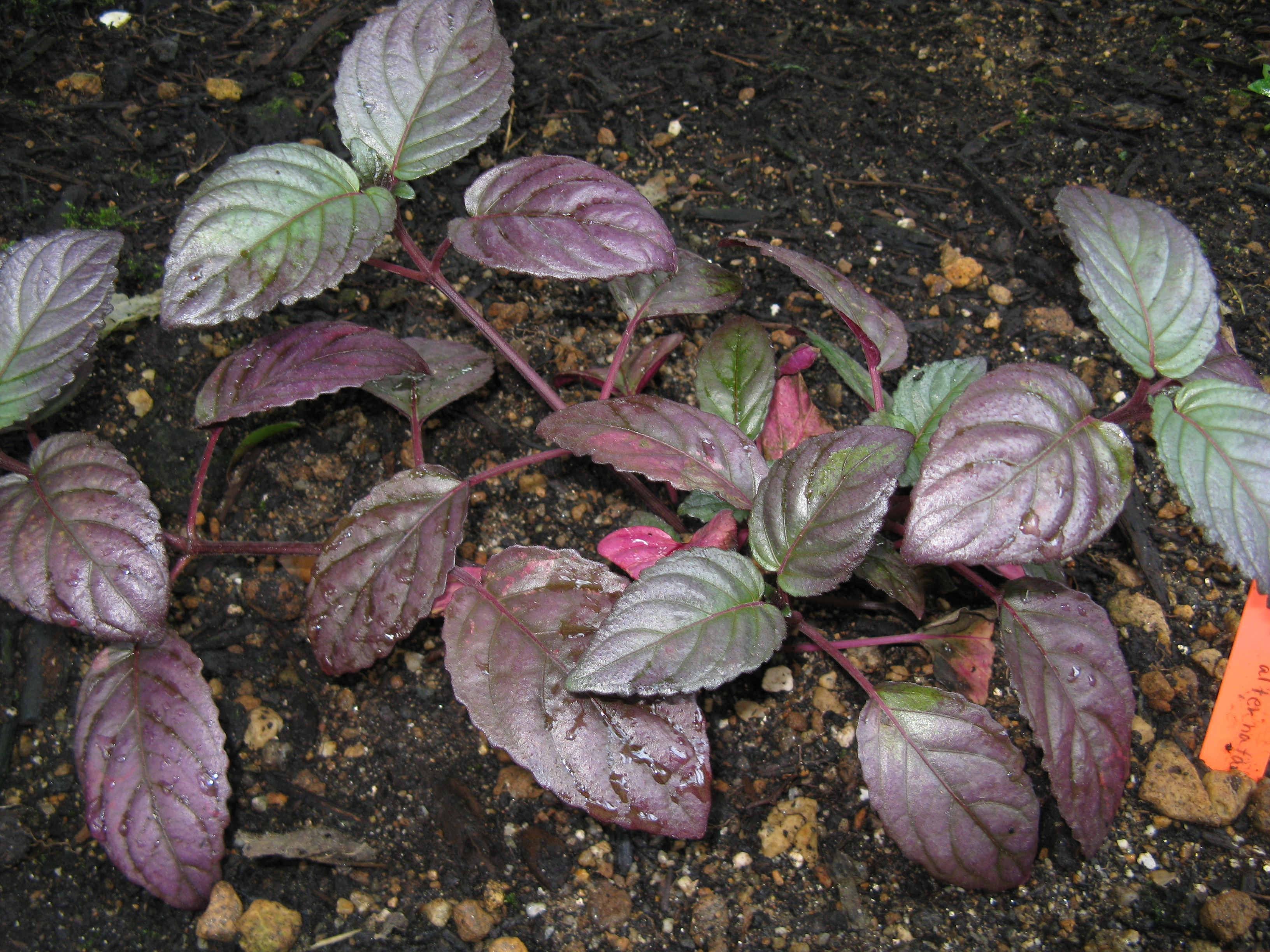
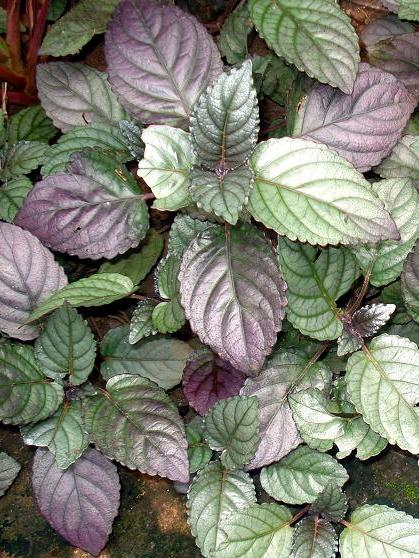
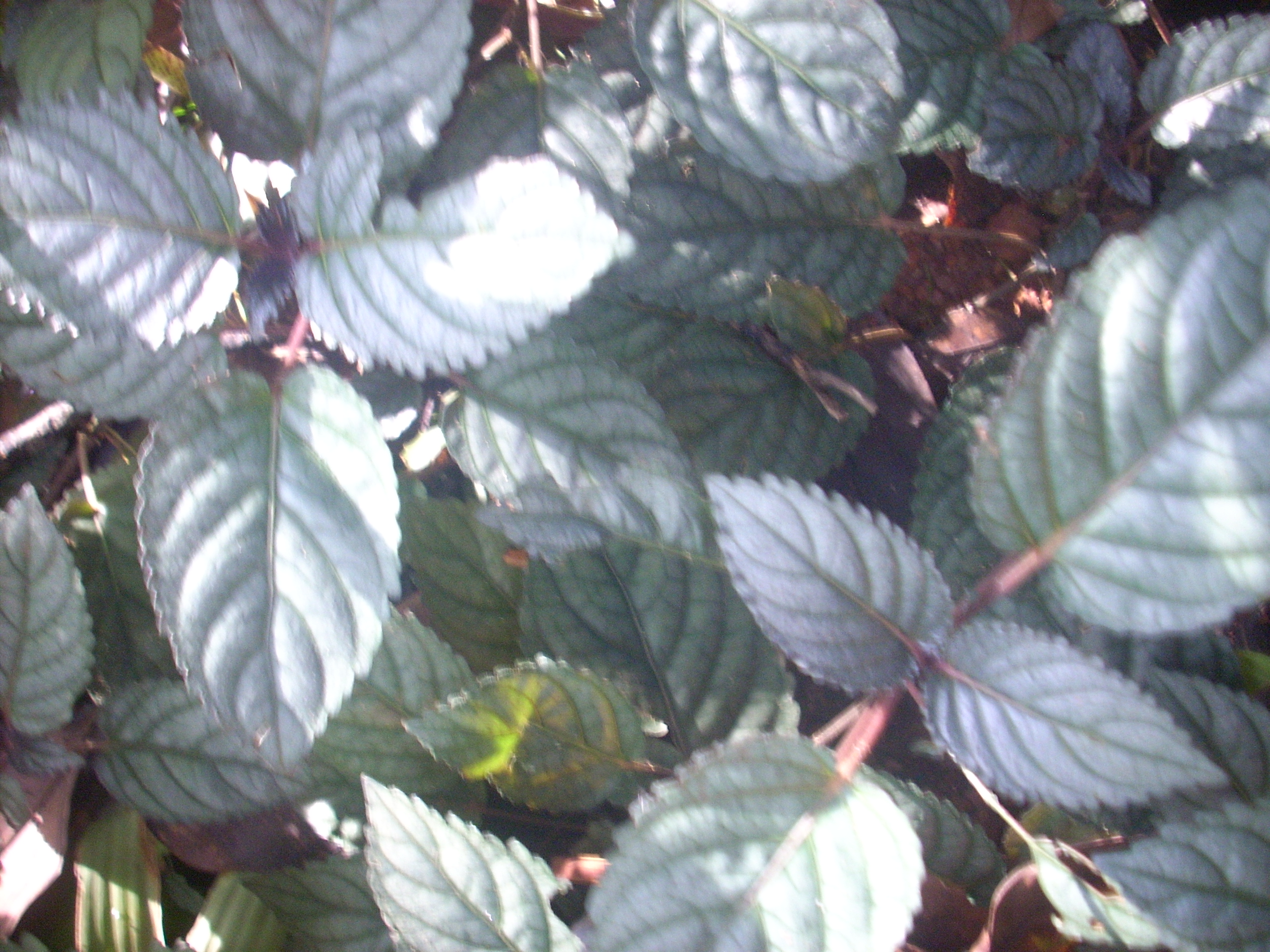